# Bullers albatros
Bullers albatros (Thalassarche bulleri) is een vogel uit de familie van de albatrossen (Diomedeidae). De vogel werd in 1893 door Lionel Walter Rothschild geldig beschreven en vernoemd naar Walter Buller. Het is een zeevogel die broedt op afgelegen eilanden in het zeegebied ten zuiden en oosten van Nieuw-Zeeland.

## Kenmerken
De lichaamslengte bedraagt  76 tot 81 cm en de spanwijdte 205 tot 213 cm. Deze grote zeevogel heeft een donkergrijze bovenzijde en witte onderzijde en een zwarte vlek rondom de ogen. De grote snavel is zwart met een gele rand op zowel de boven- als de ondersnavel. Kenmerkend is de relatief smalle, maar duidelijk zwarte band op de voorkant van de ondervleugels.

## Verspreiding en leefgebied
De soort telt twee ondersoorten:
- T. b. bulleri: Solandereilanden en Snareseilanden.
- T. b. platei: Driekoningeneilanden en de Chathameilanden.

De vogels broeden op spaarzaam of onbewoonde eilanden in grasland, hellingen met graspollen, rotsen, struikgewas en soms onder gebladerte van natuurlijk bos. De zeevogels voeden zich met vis, pijlinktvissen, inktvissen en kreeftachtigen. Ze verblijven grotendeels op open zee in een brede strook in de Grote Oceaan tussen ZO-Australië, Nieuw-Zeeland en de westkust van Zuid-Amerika.

## Status
Bullers albatros heeft een beperkt aantal broedplaatsen en daardoor is de kans op uitsterven aanwezig. De grootte van de populatie werd in 2017 door BirdLife International geschat op 50 tot 100 duizend individuen en de populatie-aantallen zijn stabiel. Stormen in het zeegebied kunnen grote schade aanrichten in de broedkolonies en verder zijn deze zeevogels regelmatig slachtoffer van de langelijnvisserij. Om deze redenen staat deze soort als gevoelig op de Rode Lijst van de IUCN.

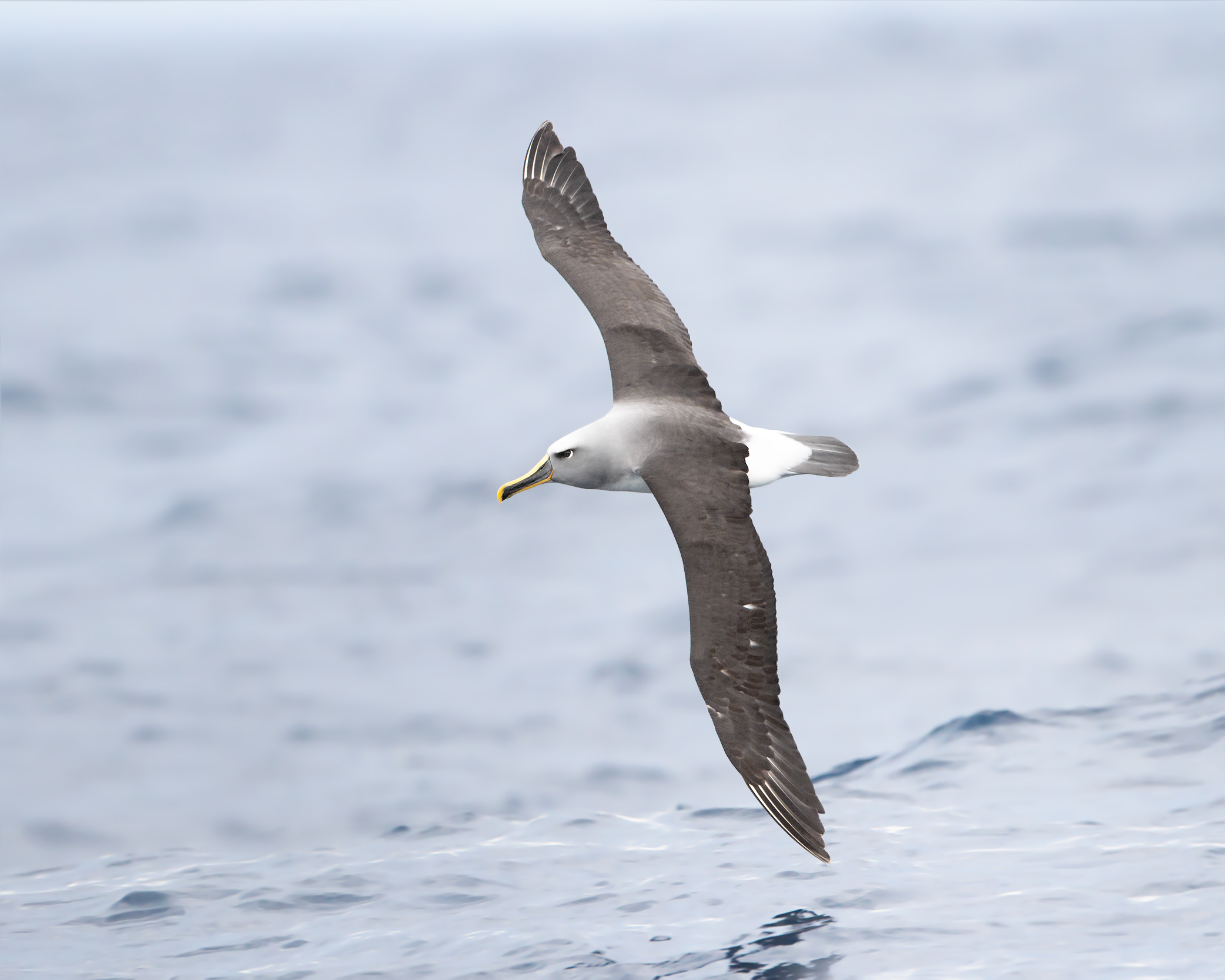